# Bruno Soriano Llido
Bruno Soriano Llido o Bruno, nascut el 12 de juny de 1984 a la localitat d'Artana, la Plana Baixa, País Valencià, és un exfutbolista professional valencià, que jugava com a migcampista defensiu. Va ser internacional amb la selecció espanyola.

## Carrera esportiva
És un centrecampista que es formà en les categories inferiors del Vila-real CF, tot i que al voler viure a casa seva el va portar a deixar el planter del Vila-real CF per passar a treballar en una pedrera i jugar amb l'equip de Regional del seu poble, Artana. Posteriorment fou repescat pel Vila-real CF i va arribar a ser el capità del Vila-real Club de Futbol B amb el qual aconseguí l'ascens a la Segona divisió B en la temporada 06-07, en la qual alternà partits del filial amb convocatòries i partits disputats amb el primer equip. Debutà amb el primer equip del Vila-real CF l'1 d'octubre de 2006 en un partit disputat a l'ONO Estadi de Palma front al RCD Mallorca i que acabà amb el resultat d'1-2 favorable per al Vila-real. La temporada 2007-08 aconseguí tenir fitxa i dorsal del primer equip. Aquella temporada arrabassà el lloc al recent arribat Rio Mavuba en el mig del camp i jugà 21 partits amb el Vila-real en Lliga, 16 de titular. Des de llavors ja s'ha assentat com a fix en les alineacions del primer equip groguet.
El 5 d'agost del 2010 va ser cridat per primera vegada pel seleccionador espanyol de futbol, Vicente del Bosque, per disputar un partit internacional amb la selecció absoluta.
Just amb la notícia de la primera convocatòria internacional, el mateix dia es fa oficial la seua renovació del contracte amb el Vila-real CF fins al 2016, el contracte anterior finalitzava el 2012.
El seu primer gol a primera divisió va arribar el 29 d'octubre de 2011, en la jornada 11 del campionat, contra el Rayo Vallecano a El Madrigal. Era el partit número 129 del jugador a la màxima categoria.
El juliol de 2017 fou operat a la tíbia de la cama esquerra. Va recaure, i va ser operat novament, fins que el 22 de juny de 2020 va tornar a jugar un partit de futbol, 1128 dies (tres anys) després, en disputar en disputar els darrers minuts del matx contra el Sevilla FC

## Internacional
L'11 d'agost de 2010 va debutar amb la selecció espanyola, amb Vicente del Bosque, en un amistós entre Espanya i Mèxic. L'octubre del mateix any fou convocat per jugar dos partits de classificació per l'Eurocopa 2012 contra Lituània i Escòcia.
L'11 de novembre de 2014 fou convocat novament, a causa de la lesió de Cesc Fàbregas per disputar dos partits, el primer de fase de classificació contra Belarús i el segon un amistós contra Alemanya.
Fou seleccionat per disputar l'Eurocopa 2016.